# ناصرآباد (دهستان مرکزی ایرانشهر)
ناصرآباد روستایی در دهستان حومه بخش مرکزی شهرستان ایرانشهر استان سیستان و بلوچستان ایران است.

## جمعیت
بر پایه سرشماری عمومی نفوس و مسکن در سال ۱۳۹۵ جمعیت این مکان این روستا بدون جمعیت بوده‌است.